# 金南局
金南局（：／ Kim Nam-kook，1982年10月22日—），大韓民國自由派政治人物，現任第21屆國會議員。

## 政策立場

### 房地產
2020年，執政的共同民主黨為遏止公務人員炒房推出新政策，要求國會議員繳交房地產契約，金南局表示自己並無房產，是否應該繳交？總理丁世均表示「所有人都必須繳交」。